# Hilary Zakrzewski
Hilary Zakrzewski (ur. 1791, zm. 2 listopada 1861) – oficer Księstwa Warszawskiego i Królestwa Polskiego, inżynier budowy dróg i mostów, drukarz, urzędnik Królestwa Polskiego, radca stanu.

## Życiorys
Urodził się prawdopodobnie w 1791 w rodzinie Dominika Zakrzewskiego i jego żony. W 1811 uczył się w Szkole Aplikacyjnej Artylerii i Inżynierów został mianowany podporucznikiem a następnie służył w Batalionie Saperów jako adiutant w stopniu porucznika. 
Zdymisjonowany w 1818, pracował jako objazdowy inżynier w Dyrekcji Generalnej Dróg i Mostów a w latach 1821-24 jako jej Sekretarz Generalny. Został wysłany do Anglii celem poznania nowych metod budowy dróg. Dnia 10 marca 1829 Komisja Rządowa Spraw Wewnętrznych i Policji wydała patent swobody na wyłączne w królestwie odlewanie stereotypów metodą Stanhopa.
W powstaniu listopadowym brał udział w stopniu majora i uczestniczył w fortyfikowaniu Warszawy. Po upadku powstania pracował w Dyrekcji Komunikacji Lądowej i Wodnej oraz w rosyjskim Korpusie Inżynierów. W 1837 awansowanym do stopnia podpułkownika i zdymisjonowany. W Dyrekcji objął stanowisko Inspektora Generalnego. W latach 1840–45 brał udział w budowie traktu prowadzącego przez Zamość do granicy galicyjskiej, oraz w latach 1842-49 traktu dęblińskiego. Dosłużył się stanowiska radcy stanu. 
W 1857 przeszedł na emeryturę. Jest autorem broszury "O mostach wiszących" wydanej w Warszawie w 1824. Żonaty był z Franciszką Wiśniewską. Zmarł 2 listopada 1861 i pochowany został na cmentarzu Powązkowskim.